# Charlottenlund Søbad
Charlottenlund Søbad är en strand och ett kallbadhus i Charlottenlund i Danmark. Den ligger vid Öresundskusten, 8 kilometer norr om Köpenhamn. 
Kallbadhuset, som anlades 1901,  har en dam- och en herravdelning med var sin bastu, där man badar naken, och en gemensam avdelning där badklädsel är obligatorisk. Det är Danmarks mest åtråvärda badhus med en väntelista för att bli medlem på 1 300 personer, och en väntelista för att skrivas upp på väntelistan!
Badhuset drevs tidigare av Gentofte kommun och monterades ner på hösten och byggdes upp igen på våren. På 1970-talet började folk att bada direkt från stranden och besökarna på badhuset minskade. Kommunen beslöt att stänga badet och inte bygga upp det igen nästa vår. De badande protesterade och lyckades efter tre års kamp att öppna kallbadhuset igen 1985, men nu som en privat förening.
Kallbadhuset är öppet hela dygnet, året runt och medlemmarna har en personlig nyckelbricka som används utanför normal öppettid. Allmänheten har tillträde dagtid under sommaren, från  1 juni till 31 augusti, mot betalning.